# Jim Whiting
Jim Whiting (Parigi, 11 gennaio 1951) è un artista e inventore britannico.

## Biografia
Whiting nacque a Parigi e trascorse l'infanzia a Salisbury (oggi Harare), nello Zimbabwe, prima di tornare nel Regno Unito con la sua famiglia nel 1959. Egli studiò ingegneria elettronica e controllo dei sistemi al Queen Mary College, poi scultura alla Saint Martin's School of Art e infine all'High Wycombe Art College.
La prima grande installazione di Whiting si intitolava Business Machine, e venne collocata nella Hayward Gallery di Londra durante l'estate del 1979 su richiesta dell'artista Helen Chadwick. Successivamente, Whiting creò altre sculture animate come Purgatory, che venne mostrata in musei, gallerie, e in occasione di festival tenuti nel Regno Unito, mentre Heavenly Bodies venne collocata sul tetto del Royal National Theatre nel 1981. Whiting ebbe un picco di notorietà a partire dal 1983, anno in cui venne mandato in onda il video musicale di Rockit, in cui figurano i robot creati dall'artista britannico. Il filmato, diretto dal duo Godley & Creme, vinse il primo MTV Video Music Award per la migliore direzione artistica.
Il Mechanical Theatre di Whiting venne commissionato nel 1987 da Andre Heller per il suo parco dei divertimenti "artistico" Luna Luna di Amburgo. Dal 1988 al 1992, Whiting organizzò il suo show itinerante Unnatural Bodies, che fece tappa a Colonia, Zurigo, Berlino, Basilea (Galerie Littmann), Glasgow e Linz (Ars Electronica). Sua è anche Tower, che esibì in occasione del Broadgate e Aurillac Festival (Londra). Nel 1994, Whiting creò un'installazione artistica composta da una serie di carri per il progetto artistico KunstZug di quest'ultimo, che venne esibito nelle stazioni in Svizzera, Francia e Germania.
Le opere di Whiting sono raccolte nella sua sede espositiva di Bimbotown, inaugurata nel 1993 a Basilea, e poi trasferita nel 1996 alla Leipziger Baumwollspinnerei, un'ex fabbrica di Lipsia che ha ospitato nel corso degli anni gallerie d'arte e le opere di dozzine di artisti.
Nel 2007 venne commissionata all'artista britannico una nuova versione del suo Mechanical Theatre per il parco a tema austriaco Mondi di cristallo Swarovski, anche questo concepito da Heller, e includente le opere di famosi artisti moderni. Oggi Whiting continua ad esporre le sue installazioni in tutta Europa.